# Pietro Micheletti
Pour les articles homonymes, voir Micheletti.
Pietro Micheletti (19 octobre 1900  à Pennabilli en Italie - 25 mars 2005) est un commandant vétéran italien de la Première Guerre mondiale. Sa participation à ce conflit lui a valu de nombreuses décorations au niveau local et national.

## Biographie
Pietro Micheletti est né le 19 octobre 1900 dans une famille originaire de la région des Marches.
En 1917, il s'est porté volontaire pour rejoindre les rangs de l'armée italienne engagée dans la Première Guerre mondiale, et s'est enrôlé dans les Reparti d'assalto, ou Arditi, du nom de ce corps spécial d'élite de l'armée italienne. Le 4 novembre 1918, à la fin du conflit, Pietro Micheletti entre dans Vittorio Veneto et se voit décerner des médailles pour son comportement  au cours des combats.
En 1959, Giovanni Gronchi, alors président de la République italienne, le nomme chevalier de l'Ordre de Vittorio Veneto. En 1968, il se voit décerner le titre de chevalier de Vittorio Veneto. En 2003, la commune de Pennabilli, dans laquelle il est né et où il vit depuis la fin du premier conflit mondial, lui remet symboliquement les clés de la ville.
En 2005, il est décoré par Carlo Azeglio Ciampi,président de la République italienne, en raison de son « comportement héroïque [...] au cours de la Première guerre mondiale et de ses insignes actions au service de l'intérêt de la nation ». À la suite d'une demande formulée par Silvio Berlusconi, alors président du Conseil des ministres, Carlo Azeglio Ciampi accepte de nommer le vétéran chevalier de l'Ordre du Mérite de la République italienne.
Pietro Micheletti est mort 25 mars 2005, à l'âge de 104 ans, et était l'un des derniers vétérans italiens encore en vie de la Première Guerre mondiale.

## Décorations
- Chevalier de l'Ordre du Mérite de la République italienne : 5e classe [Cavaliere Ordine al Merito della Repubblica Italiana, dit aussi cavaliere della Repubblica (85 863)]
- Chevalier de l'Ordre de Vittorio Veneto (Italie)
- Médaille commémorative de la guerre italo-autrichienne 1915-1918
- Médaille commémorative de l'Unité italienne
- Médaille interalliée 1914-1918